# Dans une galaxie près de chez vous
Pour les articles homonymes, voir Dans une galaxie près de chez vous (homonymie).
 (avril 2013).
Si vous disposez d'ouvrages ou d'articles de référence ou si vous connaissez des sites web de qualité traitant du thème abordé ici, merci de compléter l'article en donnant les références utiles à sa vérifiabilité et en les liant à la section « Notes et références ».
Dans une galaxie près de chez vous (film)
Dans une galaxie près de chez vous (abrégée DUG, DUGPDCV, Dans une galaxie) est une série télévisée québécoise en 65 épisodes de 30 minutes écrite par Claude Legault et Pierre-Yves Bernard et diffusée entre le 25 janvier 1999 et le 25 novembre 2001 à Canal Famille, devenu VRAK.TV. Elle est plus tard rediffusée sur Unis.
Conçue comme une émission jeunesse, la série se retrouva très vite avec de nombreux adeptes adultes. Suivie par un très large bassin du public québécois, elle est considérée comme une série culte,.
Cette série raconte la quête de l'équipage du vaisseau spatial canadien Romano Fafard en 2034. Ce dernier est à la recherche d'une nouvelle planète d'accueil pour l'humanité, surnommée les tatas, l'actuelle Terre devenant invivable à cause de la pollution. Deux films ont aussi été attachés à la série. La sortie d'un troisième film est prévue.

## Historique
C'est en 1991 qu'est née l'idée de la série télévisée. Les deux auteurs avaient alors répondu à un appel d'offres d'un producteur télé qui cherchait à produire une comédie de situation. Leur projet, intitulé Vadrouille du cosmos, qui se voulait une parodie humoristique de la populaire série Patrouille du cosmos (Star Trek) ne fut pas retenu.
C'est alors qu'en 1994, le projet refait surface. En cinq mois, les auteurs imaginent tout le concept de la série, et la maison de production SDA accepte de la produire. Aucun diffuseur n'accepte de mettre l'émission en ondes. Ce n'est qu'en 1997 que Canal Famille décide d'acheter la série, à la condition qu'elle soit adaptée pour les adolescents.
Canal Famille impose aux auteurs un pilote en français international qui n'a pas le succès escompté auprès du focus group auquel il avait été présenté. Ensuite, le diffuseur laisse le champ libre aux auteurs qui, à force de peaufiner le style de l'émission, réussirent à lui trouver un ton original et absurde.
La série est donc mise en ondes le 25 janvier 1999, mais c'est à l'automne 1999 qu'elle connaît du succès. Elle se terminera le 25 novembre 2001 après quatre saisons totalisant 65 épisodes originaux. VRAK.TV a arrêté la diffusion en 2006, mais l'a reprise en 2007.
En 2004, les deux mêmes auteurs portent la série au grand écran avec Dans une galaxie près de chez vous (film).
En juin 2007, les demandes de subventions des auteurs pour un deuxième film sont acceptées. Le tournage a eu lieu en automne de la même année. Dans une galaxie près de chez vous 2 est sorti le 18 avril 2008 au Québec.
À la suite de la diffusion du 7 mars 2014 d'un épisode spécial de l'émission de télévision Le Tricheur, animée par Guy Jodoin et réunissant, pour l'occasion, les membres de la distribution de DUGPDCV, Claude Legault profite de la portion web de l'émission pour annoncer officiellement que son partenaire Pierre-Yves Bernard et lui-même ont entamé l'écriture d'un troisième film pour la série. Cette annonce sera réitérée à plusieurs reprises dans les différentes présences médiatiques de Claude Legault au cours des années qui suivirent. Une date de sortie pour l'été 2018 est aussi mentionnée à quelques reprises mais finalement rebutée par les auteurs en 2017 qui affirment n'être encore qu'à l'étape d'explorer plusieurs idées de scénario mais rien ne serait encore sur papier.
Le 8 février 2017, lors de la diffusion d'un épisode de l'émission Les Enfants de la télé dédiée à Claude Legault, celui-ci annonce prochainement le lancement d'une bande dessinée. La sortie serait prévue pour l'année 2018 afin de célébrer les 20 ans de la série.
Le 9 septembre 2019, Claude Legault et Pierre-Yves Bernard diffusent un communiqué de presse officiel annonçant que le processus d'écriture d'un troisième film de Dans une galaxie près de chez vous est finalement entamé depuis le 5 septembre 2019. Aucune date de sortie n'est précisée.
Le 23 février 2022, à l'émission Les Enfants de la télé en hommage à Guy Jodoin, Claude Legault affirme que le scénario du film serait maintenant completée,.

## Accroche
Deux premières saisons :
« Nous sommes en 2034, la situation sur la Terre est catastrophique : la couche d'ozone est complètement détruite par les gaz carbonique des voitures, l'industrie chimique et le push-push en cacanne. Résultat : la Terre cuit sous les rayons du soleil. Les récoltes sont complètement brûlées, il n'y a presque plus d'eau potable et les compagnies de crème solaire s'enrichissent. La situation devient urgente : il faut trouver une nouvelle planète pour y déménager 6 milliards de tatas. C'est ainsi que le 28 octobre 2034, le vaisseau spatial Romano Fafard quitte la Terre en route vers les confins de l'univers. Là, où la main de l'Homme n'a jamais mis le pied. »
C'est ce monologue absurde, illustrant bien le ton de la série en entier, qui constitue le générique du début à chaque épisode.
Le générique de l'émission est lu par Claude Legault au début de chaque épisode. Il existe une version du générique pour les première et deuxième saisons, et une autre pour les troisième et quatrième saisons.
Deux dernières saisons :
« Nous sommes en 2034, la situation sur la Terre est catastrophique, la couche d'ozone a été complètement détruite par les gaz carboniques des voitures, l'industrie chimique et le push-push en cacanne. Résultat: la Terre se meurt sous les rayons du soleil, il faut donc trouver une nouvelle planète où déménager 6 milliards de tatas. La fédération planétaire se tourne vers la première puissance mondiale, le Canada. C'est le savoir-faire canadien qui permet l'envoi le 28 octobre 2034 du vaisseau spatial Romano-Fafard qui quitte la Terre vers les confins de l'univers, là où la main de l'homme n'a jamais mis le pied. »
De plus, dans les deux films de Dans une galaxie près de chez vous, il est lu par James Hyndman.
Le changement de générique est principalement dû à la perte d'une subvention fédérale sous prétexte qu'il n'y avait pas assez de contenu canadien dans l'émission. Claude Legault fit un pied de nez au gouvernement canadien en modifiant le générique avec une dose d'absurdité et en rajoutant des drapeaux canadiens sur les uniformes des personnages.

## Distribution

### Équipage du Romano Fafard
- Guy Jodoin : Charles Patenaude (Capitaine)
- Claude Legault : Flavien Bouchard (Opérateur-Radar), voix (épisode 1) et Gervais (Voix) (Ordinateur Central) (épisode 3)
- Stéphane Crête : Brad Spitfire (Scientifique)
- Didier Lucien : Bob Dieudonné Marcellin (Pilote)
- Isabelle Brossard : Valence Leclerc (Psychologue) (Saison 1)
- Sylvie Moreau : Valence Leclerc (Psychologue) (depuis la saison 2)
- Paul Ahmarani : Falbo Gotta (Mercenaire) (Saison 1)
- Pascale Montpetit : Mirabella Romario (Médecin) (Saison 1)
- Réal Bossé : Serge 1, 2, 3, 4, 5, 6, 7, 8, 9, 10, 11, 12, 13, 14, 15, 16, 17, 18, 19 (Robot) (depuis la saison 2)
- Mélanie Maynard : Pétrolia Parenteau Stanislavski (Technicienne) (depuis la saison 2)
- Patrice Coquereau : Gervais (Voix) (Ordinateur Central) (de l'épisode 9 de la saison 1 jusqu'à la saison 2)

### Invités

#### Première saison
- Marie-Renée Patry : Voix de la téléphoniste (épisode 9)

#### Deuxième saison
- Guillaume LaProtte : Capitaine bébé (épisode 7)
- Christian Vanasse : Mime (épisode 8)
- Jean-Sébastien Daunais : Bébé mime (épisode 8)
- Jacques L'Heureux : Odelein, roi des Barzots (épisode 9)
- France Parent : Juliette (épisode 9)
- Stéphane Breton : E.T. des cavernes (épisode 10)
- Suzanne Bolduc : E.T. des cavernes (Thérèse) (épisode 10)
- JiCi Lauzon : Zubrus (épisode 11)
- Luc-Martial Dagenais : Capitaine Romano Fafard (épisode 12)
- Deano Clavet : Capitaine Bibeau (épisode 16)
- Louis Champagne : Elvis Presley (épisode 17)
- Daniel Desputeau : L'homme truite (épisode 21)
- Luis Bertrand : Adam (épisode 23)

#### Troisième saison
- Julien Poulin : Trétiak (épisode 1)
- Roger La Rue : Le douanier (épisode 2)
- Vincent Bolduc : Propriétaire d'Ovégas (épisode 3)
- Roc LaFortune : Réal Estate (épisode 5)
- André Robitaille : Crapin (épisode 6)
- Sophie Dion : Gruzette (épisode 6)
- France Garneau : Broufine (épisode 6)
- Sophie Caron : Glumote (épisode 6)
- Alexis Martin[8] : Le Yiable (épisode 8)
- Claude Despins : Le Jedi de l'ombre (épisode 12)
- Martin Héroux : Le fonctionnaire (épisode 13)
- Jean-François Boudreau : Gratien (épisode 13)
- Sarto Gendron : Rod (épisode 13)
- Chantal Valade : Yolande Grignon (épisode 13)
- Denis Houle : Borris Spasky (épisode 13)

#### Quatrième saison
- Germain Houde : Richard Cuisse de lion (épisode 3)
- Charles Lafortune : Flashy Fresh (épisode 7)
- Geneviève Brouillette : Nikotine (épisode 9)
- Marie-Chantal Perron : Destinée (épisode 10)

## Épisodes

### Première saison
La première saison se distingue de celles qui ont suivi.
Premièrement, les personnages de Pétrolia et de Serge n'étaient pas encore introduits. À leur place, on retrouvait ceux de Mirabella et Falbo, lesquels ont donc été remplacés dès la deuxième saison.
Deuxièmement, le personnage de Valence Leclerc n'était pas interprété par Sylvie Moreau, mais plutôt par Isabelle Brossard. Cette dernière a dû quitter avant la saison 2 en raison d'un manque de temps. C'est ainsi que Sylvie Moreau lui a succédé et qu'on a pu la voir dans les saisons 2, 3 et 4 ainsi que dans les deux films sortis sur grand écran.
Enfin, le personnage de Claude Legault n’apparaît qu'à partir du sixième épisode, Le Réveil de Flavien étant donné qu'il terminait un contrat de publicité avec une compagnie de bière. Une loi refuse que des comédiens dans une série pour enfants soit dans des publicités prônant l'alcool ou le jeu.

### Seconde saison
Dans la deuxième saison on a beaucoup de hauts et de bas.
Dès le premier épisode, l'équipage du Romano Fafard apprend que Mirabella est une fausse médecin (Seule Valence Leclerc était au courant) et est recherchée par la police. À la suite de cet aveu de Mirabella, elle se sauve du Romano Fafard en trompant Bob (ils étaient supposés s'enfuir ensemble sur la planète). Ainsi Falbo (disparu en la cherchant) et Mirabella disparaissent de la série.
Trois épisodes plus tard Pétrolia et Serge font leur apparition dans la série. Le père de Pétrolia était le professeur du capitaine Charles Patenaude.
À l'épisode 9 Flavien et Juliette, Flavien tombe amoureux de Juliette, la fille du capitaine de l'équipage d'un vaisseau de la planète Barzotie, mais doit lui dire au revoir, car Brad a encore une fois trop parlé. L'équipage doit céder la planète à ses occupants.

## Personnages

### Équipage
- Charles Patenaude

Capitaine du vaisseau spatial Romano Fafard. Il est courageux et juste. C'est le leader du Romano-Fafard, le porteur de la mission. Il est follement amoureux de Valence la psychologue. Il est parfois colérique et constitue un piètre orateur, trébuchant dans les proverbes et déformant les dictons, à preuve son fameux « Après la pluie… le gazon est mouillé ! ». Également chaque fois qu'il prononce les mots « la mission », il tourne toujours sa tête légèrement vers la gauche. Il s'est montré parfois aussi assez orgueilleux lorsque Brad lui apprend dans « Le Destin » qu'il finira sa vie comme pompiste, il fond en larmes. Depuis qu'il est en fonction, il ne dort plus et est donc très difficile à anesthésier lors de chirurgies. Lors du second film, son manque de sommeil accumulé et son envie de terminer la mission le fait recommencer à dormir sans qu'il s'en rende compte, et toujours en position debout. Il aurait aimé être humoriste, mais la plupart de ses blagues ne font rire personne. Lorsque le vaisseau subit des secousses, étrangement il ne les sent pas et reste sur place, ce qui n'est pas le cas pour les autres membres d'équipage. Le Capitaine est né en 2007 à Métabetchouan, au Lac-Saint-Jean. On apprend dans « La Liste » qu'il est le numéro 3 : le 3e membre d'équipage le plus important derrière Mirabella et Bob.
- Brad Spitfire

Scientifique du vaisseau et second officier jusqu'à l’épisode 58. Brad est vantard, égoïste, prétentieux, hypocrite, jaloux, peureux, etc. (la liste complète de ses défauts est énoncé dans "La Fin de la Faim"). Scientifique assez compétent, il est le seul à pouvoir lire les rapports de sonde et a exécuter les calculs correctement, il maîtrise l'art de s'attirer des coups de poing sur la gueule. Il aimerait que tout le monde l’aime, mais il n’y arrive presque jamais même s'il a finalement réussit à embrasser Valence dans "La Belle Ordure" et plus tard Pétrolia dans no man's land. À certaines reprises, il a montré du courage et a sauvé l'équipage de situations périlleuses, mais les autres ne s'en souviennent plus. Il a tenté à plusieurs reprises de prendre la place du capitaine Patenaude jusqu'à ce qu'il soit rétrogradé, mais dans le premier film, à la suite d'un odieux chantage, il retrouve brièvement sa place. Il est le fils de Ritch Spitfire, propriétaire de la compagnie « Spitfire Corporation », qui a construit la plupart des pièces du vaisseau, qui pourrissent après trois ans. Brad est devenu scientifique à la suite des pressions de ses parents, à l’origine il aurait voulu être un danseur de ballet. On apprend dans « La Liste » qu'il est le numéro 4: le quatrième membre d'équipage le plus important, à son grand désarroi lorsqu'il apprend que Bob est le numéro 1. On apprend également dans « Le secret » qu'il est originaire de Cowansville, au Québec.
- Valence Leclerc

Psychologue du vaisseau, elle doit maintenir l'harmonie à bord (tout un travail en perspective). Valence est très amoureuse du capitaine. Les deux vivront ensemble une histoire d'amour supposée être secrète, mais tout de même connue de tous. Ses rapports d'analyse psychiatrique sont très compliqués : Pétrolia est victime d'un surmoi extrêmement punitif, ce qui est mêlé à l'intériorisation d'un sentiment d'apathie pathologique, qui peut mener à une catatonie de type 4 !. En d'autres mots, Elle se trouve poche !. Les traitements psychiatriques qu'elle offre sont aussi assez inusités et loufoques mais ont souvent des effets efficaces. Elle concocte de temps en temps des recettes pas très mangeables comme une tarte aux patates ou de la soupe aux Jeans de Bob. On apprend dans « La Liste » qu'elle est le numéro 6 : le 6e membre d'équipage le plus important provoquant chez elle une « Colère et rage liée à la frustration de ne pas être apprécié à sa juste valeur » dont elle note les émotions dans un carnet pour « ce que je vais ressentir ».
- Flavien Bouchard

Technicien de communication et second officier depuis l’épisode 58. Meilleur ami de Bob depuis l’enfance, les deux font un duo de choc. Sensible, bon et généreux, il manque cependant de confiance en lui, notamment lorsqu'il apprend qu'il est le membre d'équipage le moins important dans « La Liste » où il ira jusqu'à se jeter dans l'espace. Il est très bon au hockey cosom. Il joue du piano dans certains épisodes et est un excellent guitariste. Il est également amoureux de Pétrolia, mais sa relation le met extrêmement mal à l’aise face à Bob qui lui aussi aime la belle technicienne. Flavien n'a jamais connu son père, ce qui le nourrit dans son admiration sans bornes pour le capitaine. Il découvre son père dans l’épisode 55, qui est en fait un homme venu d'une autre planète. Il est donc à moitié extraterrestre, ce qui explique certaines capacités particulières chez lui.
Capacités extraterrestres : Flavien a une vision et une ouïe hyper développée par rapport aux humains. On a aussi l'impression qu'il a un sixième sens qui l'averti quand une personne qu'il rencontre n'est pas digne de confiance (quand Réal Estate, l'agent de planètes entre à bord du vaisseau, il se met à se méfier de lui et lorsqu'il rencontre son père, Flavien a tout de suite envie de le tuer avant même de connaître son identité). Il est apparemment imbattable à tous les jeux de société, même ceux auxquels il n’a jamais joué. Il peut retenir son souffle pendant 22 minutes (quand Bob et lui jouaient au waterpolo, enfants, Bob était gardien de but et Flavien restait sous l'eau et le tenait sur ses épaules). Il a de très bons et très rapides réflexes, comme lorsqu'on le voit jouer aux fléchettes et aux poches à distance dans le vaisseau lors de l'épisode 55 ou lorsqu'il arrête une flèche qui était sur le point de tuer un extraterrestre dans le deuxième film, ou encore lorsqu'il envoie au tir à l'arc une flèche si loin dans le ciel qu'elle arrive à traverser l'espace et atterrir sur une autre planète. Lorsqu'il est dans une grande colère, il peut devenir extrêmement fort et est capable de résister aux charges paralysantes. À long terme, il peut également survivre aux charges destrustrices… destruss… enfin aux charges qui tuent (aucun membre de l'équipage n'arrive à prononcer le mot exacte), comme on le voit dans l'épisode 55 et dans les deux films. À la fin de l'épisode 55, Valence et le Capitaine voient Flavien passer au travers d'une porte fermée, à leur grand étonnement. Dans le deuxième film, on découvre que Flavien peut également respirer dans l'espace.
Fait cocasse : au début de la première saison, Flavien est toujours en "régénérescence" puisque Claude Legault faisait à ce moment la publicité pour de la bière. Selon la loi, il est interdit pour un acteur de promouvoir ce type d'item et de jouer dans une série jeunesse en même temps.
- Bob Dieudonné Marcellin

Pilote du vaisseau. Selon l'épisode 45, son véritable nom serait Gaétan. Il est noir et est souvent vêtu d’une tuque noire aux bandes bleues (on aperçoit dans l'épisode [la genèse] que c'est Flavien qui lui donne la tuque car bob avait trop froid à la tête.); il est chauve et les rares occasions où ses cheveux repoussent, les autres ne l'apprécient guère (à preuve le « Bob avec Cheveux » du premier film). Il avait des cheveux afro avant d’être choisi comme pilote. Le capitaine lui commentera cette coiffure, donc Bob les rasera par la suite. Il est très gourmand et raffole des pogos. Bob n'est pas une lumière (la preuve, il est incapable de lire quoi que ce soit autre qu'une boite de céréales), ce que Brad lui rappelle constamment, même s'il lui arrive, involontairement sans doute, d'avoir des idées ingénieuses. Il est le meilleur ami de Flavien, sans qui Bob n’aurait jamais pu embarquer dans le vaisseau. Malgré sa grande naïveté, Bob est un as du pilotage. Il dispose de deux particularité : premièrement, quand il fait le même rêve trois fois, celui-ci est destiné à se réaliser; deuxièmement, quand son cerveau se sent en danger, ce dernier se cache dans une zone impénétrable de son cortex, nommé « le mouuuuu » (on apprendra également dans le même épisode qu'il est un apprenti chevalier Jet d'Aïl). De plus, il n'était jamais tombé malade de sa vie, jusqu'à ce qu'il attrape un virus dans l'espace. Il est aussi un excellent batteur. Cœur d'artichaut, il était amoureux de Mirabella, puis de Pétrolia. Mirabella répondra positivement (bien qu'elle décida également de s'enfuir du vaisseau à ce moment-là), et Pétrolia ne répondra jamais à ses attentes, préférant Flavien. On apprend dans « La Liste » qu'il est le numéro 1 : le membre d'équipage le plus important devant le capitaine et Brad, ce qui est normal puisqu'il est le seul à pouvoir piloter le vaisseau et à le réparer.
Note : Un fait intéressant sur les qualités de pilote de Bob est qu'elles ont fortement diminué depuis la première saison où il excellait sans l'aide de Flavien mais à partir de l’épisode 6, il se révèle incapable de piloter le vaisseau autrement que lui disant les manœuvres en degré et finalement dans « La Genèse », un flashback de ses débuts dans le vaisseau montre qu'il est convaincu que les degrés servent à la cuisson du poulet plutôt qu'au repérage dans l'espace…
- Pétrolia Parenteau Stanislavski

Femme à tout faire et médecin du vaisseau à la suite de la destruction de Serge-2. Pétrolia est née sur une petite Station orbitale appelée Youri-2. Elle est la fille de Sergei Stanislavski, professeur et maître à penser du capitaine lors de ses études. Sergei et sa femme Odile Parenteau partirent sur cette station spatiale et donnèrent naissance à Pétrolia. Durant son enfance, ses parents sont allés dans l’espace pour faire une promenade et ne sont jamais revenus. Le Romano Fafard a rencontré par hasard le Youri-2 et a ainsi récupéré Pétrolia et son robot Serge. Elle n’a jamais eu la chance de voir la Terre ni sa grand-mère. Pétrolia est franche, directe et très amoureuse de Flavien (lors de leur première rencontre, Flavien s'évanouit même deux fois). Elle a aussi un vocabulaire très faible (tel que Défensiver ou bien Capitainer). Elle invente de nombreux appareils et systèmes, qui malheureusement finissent par créer des catastrophes dans le vaisseau et la colère du capitaine: les faibles compétences médicales qu'elle possède la rendent très impopulaire chez l'équipage mais elle finira par remplir son travail lors des 2 films.
- Serge 1, 2, 3, 4, 5, 6, 7, 8, 9, 10, 11, 12, 13, 14, 15, 16, 17, 18, 19

Robot à tout faire et défenseur du vaisseau ; sa seconde version a joué le rôle de médecin jusqu'à sa destruction dans « Médecine d'Ourse » et s'est révélée être plus efficace et compétente que Mirabella et Pétrolia. Serge a été créé par Pétrolia sur la station orbitale Youri-2. Serge est un robot fiable et intelligent qui a un ordinateur à la place du cerveau. Serge à beaucoup évolué depuis son arrivée dans le Romano Fafard. Sa première version le représentait avec des attitudes et un ton de voix presque humains, mais sa force et sa puissance de combat ne se manifestaient que pour protéger Pétrolia. Il fut détruit dans l’épisode 31. Sa deuxième version était plus évoluée que la précédente ; son intérieur était en cuir, il avait un système de calcul fort puissant, un ouïe très bonne, un thermomètre sur un doigt et son instinct de protection s'appliquait maintenant à tout l’équipage. Il était aussi muni d’un contenant où il accumulait ses émotions de la journée et d’une petite valve permettant de les laisser sortir. Il était aussi doté un meilleur sens de l'humour (« Les abeilles de la planète Bzz étouffent les victimes en les aspergeant de cire […] d'un autre côté, elles vous cirent un parquet à 2 ou 3 dans le temps de le dire »). Vers le début de la saison 4, il explosa lors d’une opération d’entretien à l’extérieur du vaisseau. Sa troisième version est en tous points identique à sa version précédente, excepté qu’il a mille personnalités dans son disque dur et que l'équipage ou lui-même peuvent choisir sa personnalité grâce à une zapette (Exemple : la 102e personnalité est celle d'un garçon coiffeur ou encore la 225e est celle d'un commissaire-priseur, etc.) Dans les films, il fut détruit et reconstruit à maintes reprises.
L'apparence de Serge évolue au cours du temps : 
- Serge 1 possède une apparence humaine et peut imiter diverses voix qu'il a enregistré grâce à une radio. Son principal défaut est qu'il a du mal à passer dans une porte en restant toujours coincé à côté (« Rintintinos ») ;
- Serge 2 dévoile plus sa nature robotique : la partie gauche de son visage est protégée par une sorte de heaume tandis que des fils dépassent de son bras droit et de sa jambe gauche. Seul petit inconvénient, il a perdu toute sa mémoire et doit réapprendre toutes les expressions québécoises ;
- Serge 3 est l'exacte réplique de Serge 2 sauf qu'il a eu au début un compteur affichant le numéro de la fonction choisie : ce compteur finira par disparaître ;
- Serge 4-8 sont des versions identiques à Serge 3. Le numéro sur sa plaque change au cours de ses diverses destructions ;
- Serge 17-19 est l'ultime version de Serge : son visage est intégralement protégé par un casque d'où sont reliés quelques fils à sa colonne vertébrale. La visière de son casque ressemble à celle de l'X-Men Cyclope. À un moment, sa tête de robot sera détruite et remplacée temporairement par un grille-pain, jusqu'à ce qu'on lui en donne une nouvelle.

#### Disparus de la série
- Falbo Gotta

Le plus grand Mercenaire que l'humanité n'a jamais connue au XXIe siècle(selon le capitaine) et ancien prof dans une polyvalente. Il est le Défenseur du vaisseau. Mettez-lui une arme entre les mains et Falbo se transforme en tireur d'élite. C’est un amateur de lait au chocolat, mais s’il en consomme trop, il devient nerveux et très agité. Avant de s'embarquer dans le vaisseau, Falbo a fait plusieurs exploits incroyables, il a survécu 4 semaines en Antarctique en short et en t-shirt, avec seulement dix biscuits soda dans ses poches et a fini premier aux Jeux du Québec. C’est toujours lui qui exécute les missions dangereuses. Il est très ami avec Bob et déteste Brad, comme tout le monde. Il disparait de la série en partant à la recherche de Mirabella sur une planète tropical, bien que l'on apprend dans "La Fin" que lui et Mirabella ont survécu en se faisant un abri de bambou, on ne sait pas s’il est encore en vie. On apprend dans "La Liste" qu'il est le numéro 5 : le 5e membre d'équipage le plus important du vaisseau malgré sa paranoïa.
- Mirabella Romanio

Médecin du vaisseau. Mirabella est la plus formidable arnaqueuse connue, recherchée pour fraude, faux papiers et détournements de fonds. Elle a passé sa vie à se cacher dans la jungle, ce qui lui confère de l'expérience de survie. Afin d'échapper à toutes les polices du monde, elle s'est embarquée sur le vaisseau avec de faux diplômes d'une grande université (le fameux institut clinique de Rawdon). Seule Valence est au courant qu'elle n'a aucune connaissance en médecine et garde le secret afin d’éviter que l’équipage panique en apprenant qu’il n’y a aucun médecin à bord: cependant, on apprend dans « La Liste » qu'elle est numéro 2 ; le second membre d'équipage le plus important. Bob a été amoureux de Mirabella, mais il avait de la difficulté à lui dire, de peur de passer pour un fou. Au début de la saison 2, Bob finira par lui avouer son amour et l’équipage découvre qu’elle n’est pas médecin. De peur d’être jetée dans l’espace, elle s’enfuit sur une planète. Les recherches pour la retrouver n’ont pas porté fruit, causant ainsi la disparition de Falbo qui était parti à sa recherche et une immense douleur au cœur de Bob. On ignore si elle est encore en vie.
- Gervais

Ordinateur central du vaisseau, très intelligent et blagueur. De nature sympathique, on peut lui confier n’importe quel secret. Il a des pensées, des émotions et des opinions très humaines pour un ordinateur. Il pourrait remplacer Brad comme scientifique, mais il y a certaines expériences scientifiques que seul Brad peut faire. On ignore pourquoi, mais avec l’arrivée de Pétrolia et Serge, il n’est plus apparu dans la série. Autrefois sa voix était faite par Claude Legault. Dans les films, la voix de l'ordinateur est une voix féminine, ce qui laisse à penser que Gervais a été remplacé.

## Produits dérivés

### Bêtisiers
En plus des 65 épisodes originaux, il y a deux épisodes de bêtisiers.

### Fandom
- Dans Mon Salon

En 2020 le ciné-youtuber Québécois Mr Salon, de la chaîne YouTube Dans Mon Salon, a décidé de s'attaquer à l'analyse complète de la série épisode par épisodes. S'inspirant des Trekkies fanatiques, il a décidé d'analyser la série sous trois angles;
- Les Incohérences [en rapport avec la diégèse de la série]
- Les Références [films, musiques, émissions, pop culture Québécoise]
- Les Anecdotes [menu détails, comédiens comédiennes invité(e)s, réflexions]

C'est en 2022 que la dernière vidéo analysant la série est publiée.
En tout; 15 émissions d'une quarantaine de minutes en moyenne ont été produite. Cumulant plus de 188 pages de texte, 8 heures de visionnement en continue, des centaines d'heures de montage et bien plus en recherche. 
En 2023 la chaîne YouTube Dans Mon Salon réitère son amour pour DUGPDCV* et décide de faire des vidéos sur les deux films de la franchise. Cette fois-ci deux vidéos par film seront produites, elles se concentreront dans un premier temps sur le résumé, la critique et l'analyse de l’œuvre, puis dans un deuxième temps les références, les anecdotes et parfois les incohérences. 
- Internet

Les fanfictions et fanarts (histoires et dessins sur la série) sont disponibles sur la Toile depuis la troisième saison de l'émission. Cependant, le fandom (ensemble des œuvres des admirateurs) a connu son essor tout de suite après la sortie du film au cinéma et en vidéo.
- Costumes

De plus, de nombreux admirateurs (aussi appelés « Duggies ») prennent plaisir à confectionner le costume de leurs personnages préférés (phénomène connu sous le nom de « cosplay »), se rassembler pour écouter plusieurs épisodes en groupes, etc. Les « Duggies » sont des passionnés et leur folie est égale à celle des gags loufoques de leur passion.

## Blagues à répétition

### Non Brad
Le «non Brad» est généralement fait par le capitaine Patenaude à l'endroit de Brad Spitfire. L'action consiste à dire «non Brad» en donnant un coup de karaté, en apparence plutôt faible, sur la nuque. L'effet est de faire évanouir Brad immédiatement.
Le «non Brad» apparaît dans de nombreux épisodes :
- 7 - La liste (vers la fin de l'épisode) ;
- 11 - Le procès (vers la fin de l'épisode) ;
- 16 - Linda (au début de l'épisode) ;
- 47 - Le yable (environ à 8 minutes et environ à 12 minutes de l'épisode) ;
- 55 - Œdipe Bouchard (une fois au début et une fois vers le milieu de l'épisode) ;
- 61 - La belle ordure (à la fin Brad s’évanouit simplement en entendant le capitaine dire « Non Brad ») ;
- 64 - Bonsoir, ils sont partis (environ à 7 minutes et peu après, une seconde fois par Flavien) ;
- Le film (une fois au début, une seconde dans la forêt quand ils arrêtent oncle Kerplunk, une troisième fois quand Brad tente de maîtriser en vain le commandant du Roberto Ménard, à la fin du film un « Non Brad » donné par tous les membres de l'équipage).

Dans l'épisode 31 (Virtuellement vôtre), le capitaine fait un « Non Olaf » au guerrier du jeu.